# Wyk auf Föhr
Wyk auf Föhr (kurz: Wyk, friesisch: Wik oder a Wik, niederdeutsch: De Wyk, auch De Wiek, dänisch: Vyk, vermutlich von wiek = Bucht stammend) ist eine Stadt auf der Insel Föhr im Kreis Nordfriesland in Schleswig-Holstein. Das Stadtgebiet des Nordseeheilbads besteht aus dem Innenstadtbereich sowie den Ortsteilen Boldixum (friesisch Bualigsem) und Südstrand.

## Geographie

### Geographische Lage
Das Gemeindegebiet von Wyk erstreckt sich entlang des östlichen Ufers der nordfriesischen Insel Föhr im Zentrum des Nordfriesischen Wattenmeers. Der südliche Bereich nimmt dabei den eigentlichen Stadtbereich auf, während sich im Norden ein dünn besiedelter Außenbereich im Osten vom Föhrer Marschkoog ausdehnt. Er schließt mit der Boldixumer Vogelkoje an dem Deichabschnitt im Nordteil ab. Außendeichs im Norden schließt der Wattbereich der sogenannten Föhrer Schulter an. Östlich davon verläuft der kleinräumig verzweigte Prielbereich Föhrer Ley.

### Gemeindegliederung
Ohne verwaltungsmäßig eine kommunalpolitische Eigenständigkeit zu besitzen, werden manches Mal Boldixum und der Siedlungsbereich Südstrand als Ortsteile benannt.

### Nachbargemeinden
Direkt angrenzende Nachbargemeinden von Wyk auf Föhr sind Wrixum im Westen und Nieblum im Südwesten.

## Zentralörtliche Funktion
Die Stadt nimmt im Landesentwicklungsplan als Unterzentrum zentralörtliche Funktionen für die Inseln Föhr und Amrum wahr (Fracht- und Fährhafen, Einkaufszentrum, Fußgängerzone, Fachärzte, Krankenhaus, Gymnasium, Stadtbücherei usw.). Sie ist der Dienstsitz des Amtes Föhr-Amrum, ebenso des Sozialzentrums des Kreises Nordfriesland für die Inseln Föhr und Amrum.

## Geschichte

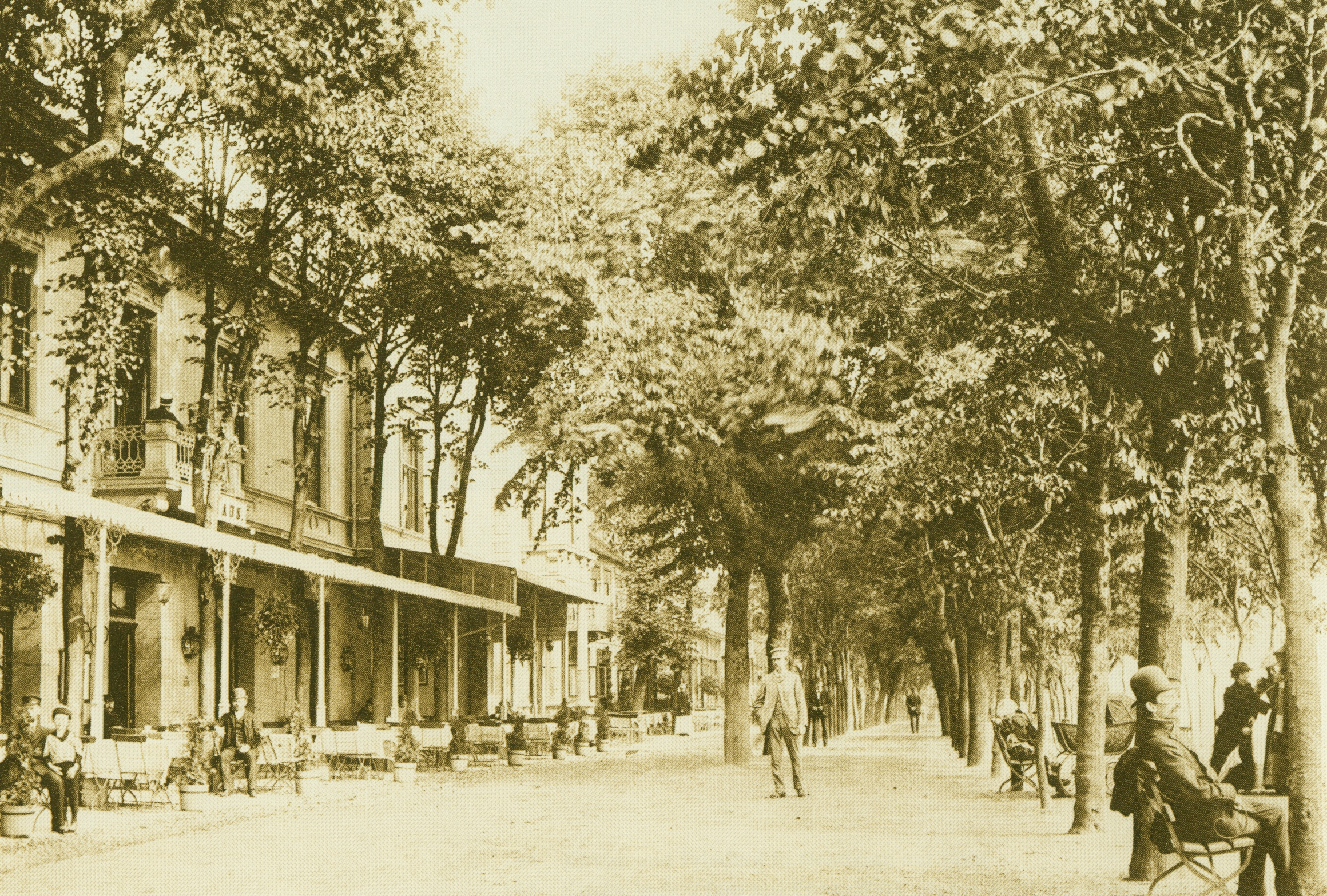
Die Strandallee um 1895

Der Ort Wyk entstand nach 1600. Vor allem die Bewohner der benachbarten Halligen sowie der südlich gelegenen Insel Alt-Nordstrand erhielten, nachdem die Burchardiflut weite Teile des dortigen Siedlungslandes zerstört hatte, neues Land an einer Bucht (vgl. Wik) beim Dorf Boldixum zugewiesen. Unterstand der Ort zunächst noch der Harde Osterland-Föhr, erhielt er 1704 zunächst die Hafengerechtigkeit, zwei Jahre später die Rechte eines Fleckens mit neu definierten Grenzen.
Aufgrund des Niedergangs des Walfangs, der Föhr zuvor Wohlstand gebracht hatte, hatte Wyk um 1800 mit wirtschaftlichen Problemen zu kämpfen. So verringerte sich die Einwohnerzahl zwischen 1788 und 1820 von 772 auf 582; etwa ein Viertel der Gebäude war verfallen.
Im Jahr 1819 wurde Wyk zum ersten Seebad im Herzogtum Schleswig. Mit der fortschreitenden Entwicklung als solches wurde schnell die am östlichen Ufer gelegene Straße Wasserreihe in eine Allee umgestaltet und in Sandwall umbenannt. Zu diesem Zweck schenkte der dänische König Friedrich VI. dem Ort eintausend junge Ulmen. Infolge der Ulmenkrankheit mussten die Bäume jedoch später wieder gefällt werden. Das Seebad selbst wurde im April 1824 nach Wilhelmine von Dänemark, der jüngsten Tochter des regierenden Königs, Wilhelminen-Seebad genannt. Der König besuchte die Insel bereits im gleichen Jahr inkognito.
Im ersten Jahr kamen 61 Gäste, 1820 waren es bereits 102, aber erst 1840 wurde die Grenze von 200 überschritten. Ab 1842 bis 1847 wählte der dänische König Christian VIII. Wyk als seine Sommerresidenz aus, was dem Ort zahlreiche neue Urlaubsgäste brachte. 1844 folgte ihm der dänische Dichter Hans Christian Andersen, der über das Bad sagte: Ich habe jeden Tag gebadet, und ich muss sagen, es ist das unvergesslichste Wasser, in dem ich gewesen bin. Andersen äußerte aber auch Kritik bezüglich der beschwerlichen Anreise. So bezeichnete er den Fährhafen Dagebüll als das erbärmlichste Loch auf der Erde. Doch auch von Hamburg aus kamen Touristen auf die Insel. Der Reiseweg dorthin war allerdings zunächst noch langwierig und beschwerlich. Reisende zu Land mussten mit vier Tagen Reisezeit rechnen – per Schiff über Helgoland brauchte es dagegen nur zwei Tage. Letztgenannter Reiseweg bedeutete jedoch die Gefahr, seekrank zu werden. Im Zusammenhang mit den Besuchen des Königs wurde 1843/44 auch der Königsgarten als öffentlicher Park westlich des Binnenhafens angelegt.
Nach dem Deutsch-Dänischen Krieg 1864 und der Gründung der preußischen Provinz Schleswig-Holstein im Jahr 1867 kam der damalige Flecken Wyk zum Kreis Tondern. Wyk war zu dieser Zeit der Sitz des Amtsgerichtes Wyk auf Föhr und eines Nebenzollamtes erster Klasse. Seit 1880 gab es in Berlin einen Verein mit der Zielsetzung, an deutschen Seeküsten Kinderheilstätten zu errichten. Im Königreich Preußen geschah es auf Norderney, in Wyk und Westerland.
1910 erhielt Wyk das Stadtrecht, 1924 wurde das Dorf Boldixum mit einer Flächengröße von 698 Hektar eingemeindet. Der Flecken Wyk hatte ursprünglich nur 35 Hektar.
Während der Pogrome im November 1938 gab es Übergriffe auf jüdische Familien, und die Kinder des jüdischen Kinderheimes mussten durch ein Spalier von Föhrer Schülern, die sie beschimpften und bespuckten, die Insel verlassen. Kurz vor Kriegsende 1945 bezog die Ingenieurschule für Luftfahrttechnik (IfL) in Wyk Quartier für das Sommersemester. Sie arbeitete auch nach der Kapitulation weiter und wurde erst am 17. August 1945 geschlossen.
Von 1946 bis 1972 war Wyk Heimatort des Carl-Hunnius-Internats.
Seit 1950 trägt Wyk den Titel Nordseeheilbad.

## Politik

### Stadtvertretung
Die Wahl zur Stadtvertretung am 14. Mai 2023 wurden insgesamt 17 Sitze vergeben. Von diesen erhielt die KG 5 Sitze, die CDU und die Grünen 4 Sitze und die SPD und die FDP zwei Sitze.

### Bürgermeister
Hans-Ulrich Hess (CDU) ist seit dem Jahre 2018 Bürgermeister.

### Wappen

Wappen
Hissflagge

Das Wappen und die Flagge wurden am 29. Juni 1956 genehmigt.
Blasonierung: „Über blauen Wellen in Rot ein goldener, havarierter Dreimaster des 17. Jahrhunderts ohne Segel und mit abgebrochenen Stengen, überhöht von einem goldenen, sechsstrahligen Stern.“
Der Inhalt des Wappens lehnt sich an deren überkommenes Bildsiegel an. Es wurde im Zusammenhang mit der Erhebung des Ortes zum Flecken 1706 angenommen und zeigt ein havariertes Schiff des 17. Jahrhunderts. Zusammen mit dem lateinischen Text des Spruchbandes „Incertum quo fata ferunt“ (dt. „Ungewiß ist, wohin das Schicksal führt“) soll das emblematische Motiv auf die Gefahren der Seefahrt hinweisen. Deren Bedeutung war für den Ort in früheren Jahrhunderten außerordentlich. Der größte Teil der männlichen Bevölkerung der Insel fuhr zur See und lebte vor allem vom Walfang. Bedeutende Seefahrer, gerade zur Zeit der Segelschifffahrt, stammten von Föhr und haben, trotz Havarie und oft unter Einsatz ihres Lebens, ihre Schiffe in den sicheren Hafen geführt. Diese ständige Gefahr, mit der die Bevölkerung Föhrs lebte, ist Gegenstand der Bildaussage des historischen Siegels wie des modernen Kommunalwappens. Der im alten Siegel noch nicht vertretene Stern ist einerseits sicherer Orientierungspunkt seemännischer Navigation, andererseits als „guter Stern“ Zukunftshoffnung für eine gedeihliche Entwicklung der Stadt und ihrer Bürger. 1819 wurde in Wyk nach Norderney (1797) das älteste deutsche Nordseebad gegründet. Der Fremdenverkehr hat sich seither zur wichtigsten Wirtschaftsgrundlage entwickelt.
Das Wappen wurde von dem Brunsbütteler Heraldiker Willy „Horsa“ Lippert gestaltet.

### Flagge
Die Flagge der Stadt zeigt im Liek eines roten Feldes, das oben und unten von je zwei schmalen Streifen in Blau und Gelb begrenzt wird, Schiff und Stern des Wappens.

### Partnerschaften
Die Stadt Wyk auf Föhr ist Partnerstadt von Mittenwald in Oberbayern.
Ein Patenschaftsabkommen hat die Stadt mit der polnischen Gemeinde Stepenitz/Pommern abgeschlossen.

## Sehenswürdigkeiten

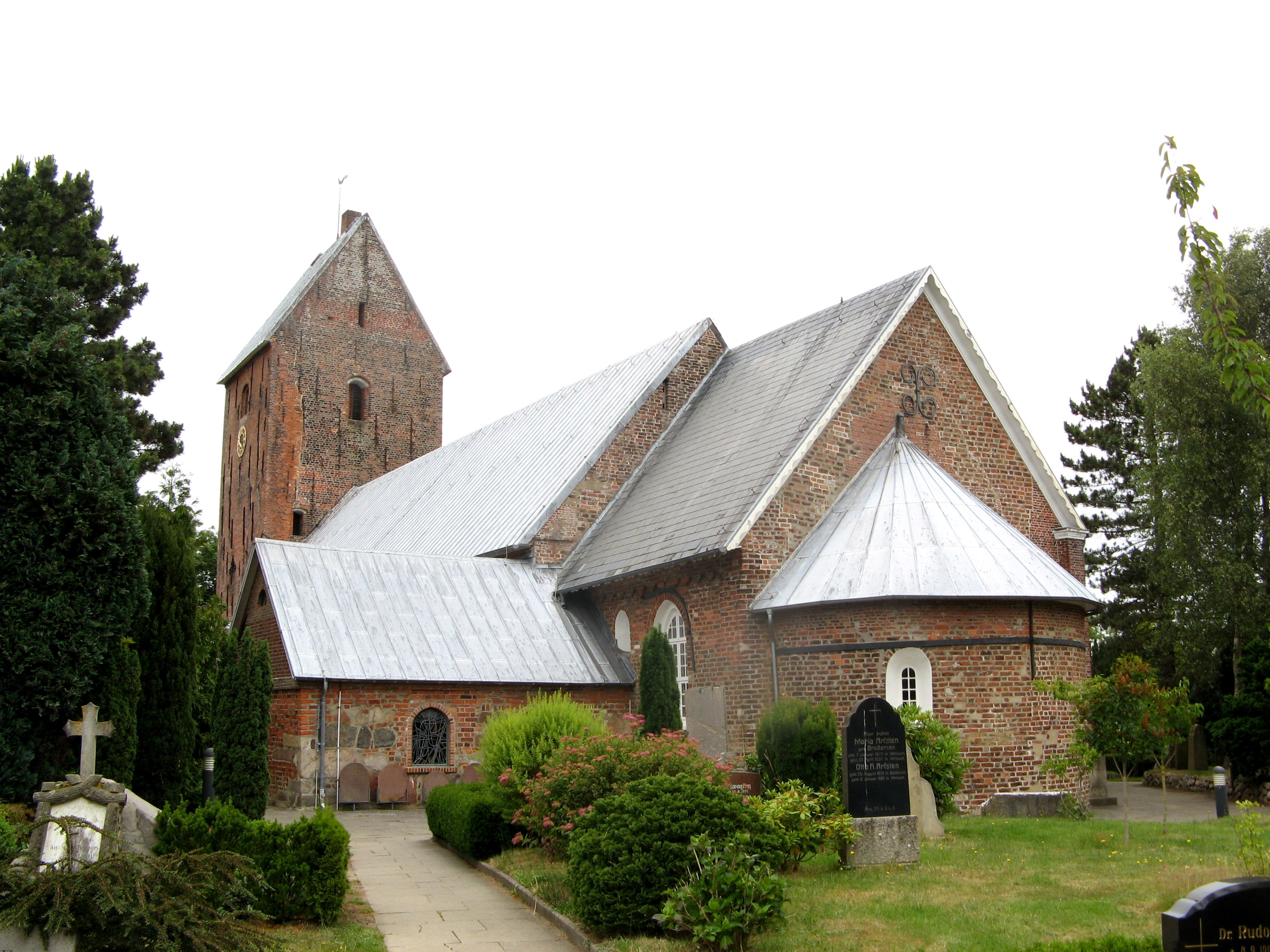
St. Nicolai auf Föhr

Im Stadtgebiet Wyks im Bereich Olhörn befindet sich der Leuchtturm Olhörn. Friesische Bräuche und die Historie Wyks werden im Dr. Carl-Haeberlin-Friesenmuseum gezeigt, dessen beide Eingangsportale von je zwei Walkieferknochen gebildet werden.
Die Kirche St. Nicolai ist ein romanisches Kirchengebäude aus dem 13. Jahrhundert und liegt im Ortsteil Boldixum. Sie besitzt eine farbenfrohe und reiche Innenausstattung. Auf dem Friedhof stehen zahlreiche Sprechende Grabsteine.
1974 wurde die katholische St.-Marien-Kirche am Rebbelstieg als Ersatz für die zu klein gewordene Kapelle in der Mühlenstraße gebaut.

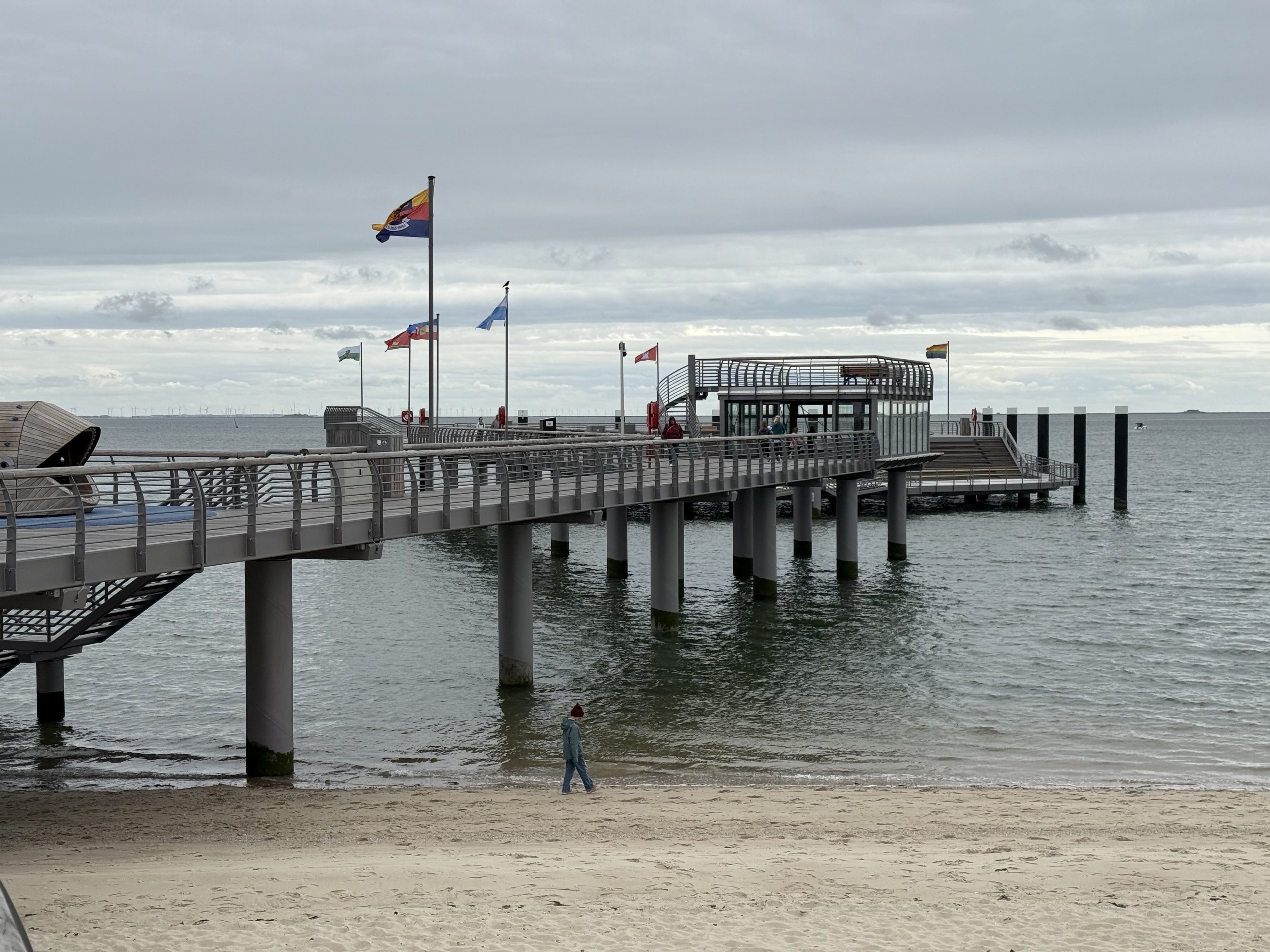
Blick bei Tag vom Ufer auf die neue Mittelbrücke
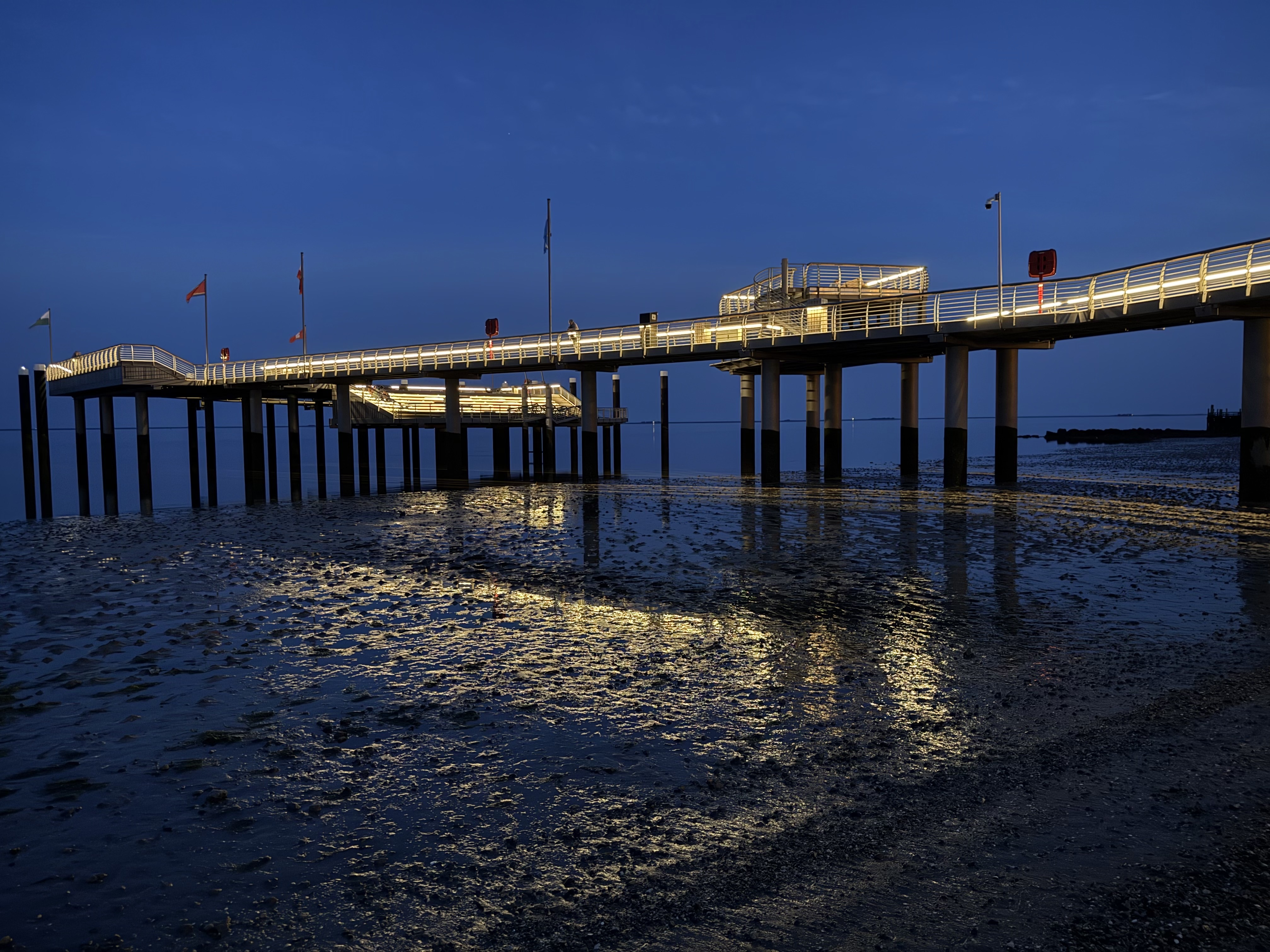
Blick am Abend bei Ebbe auf die neue Mittelbrücke
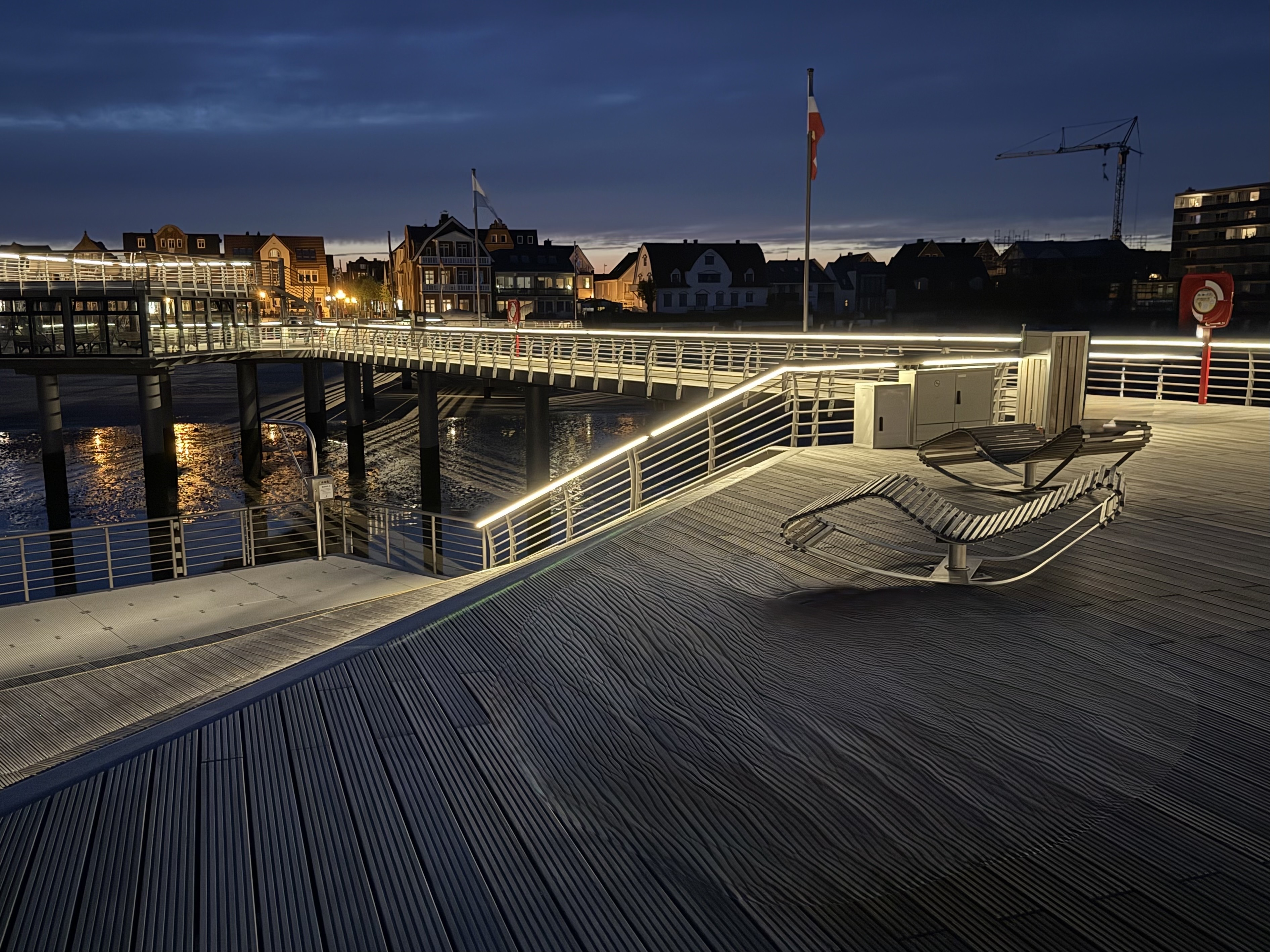
Blick am Abend von der neuen Mittelbrücke Richtung Promenade Sandwall
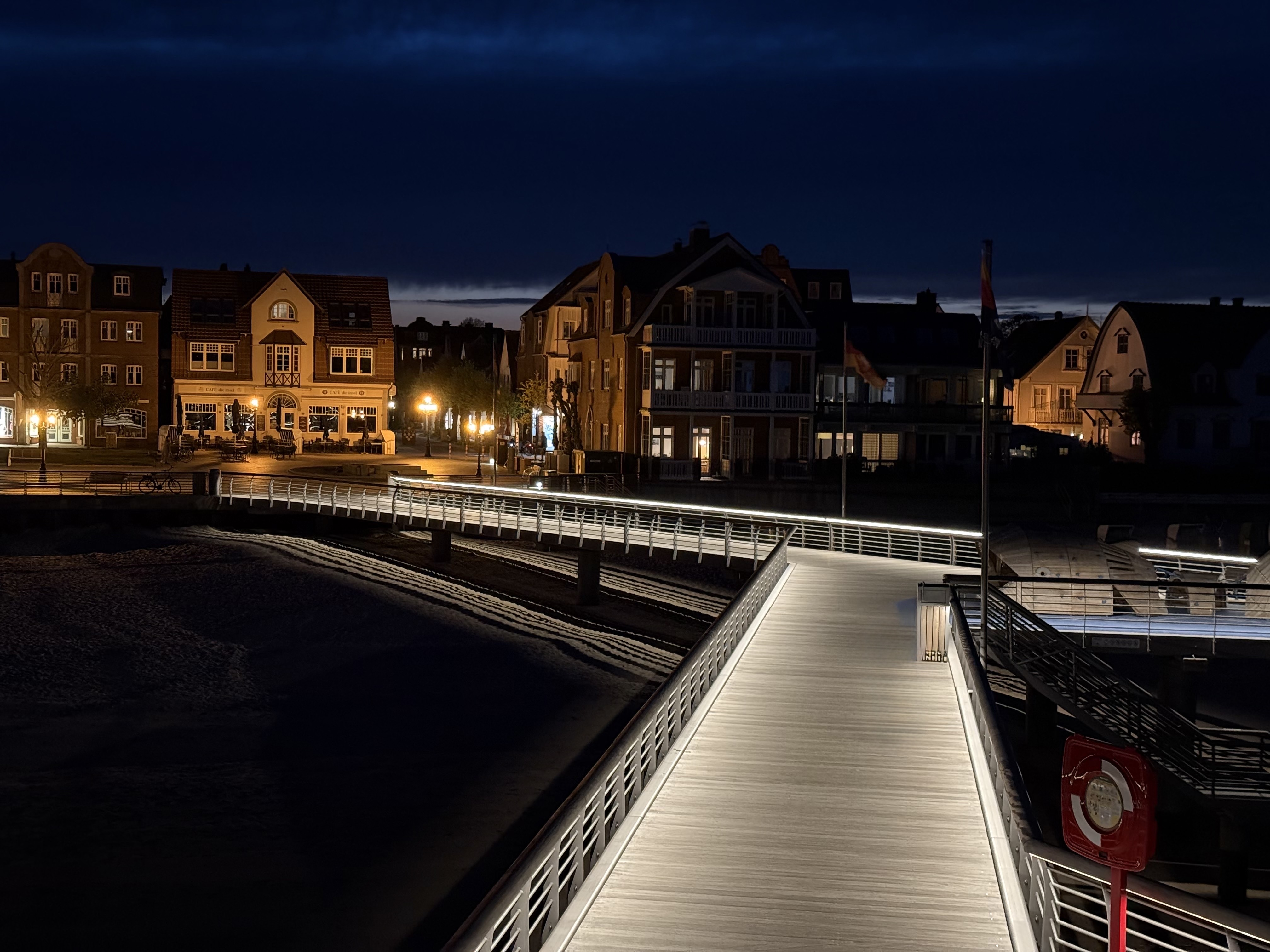
Blick am Abend von der neuen Mittelbrücke Richtung Promenade Sandwall
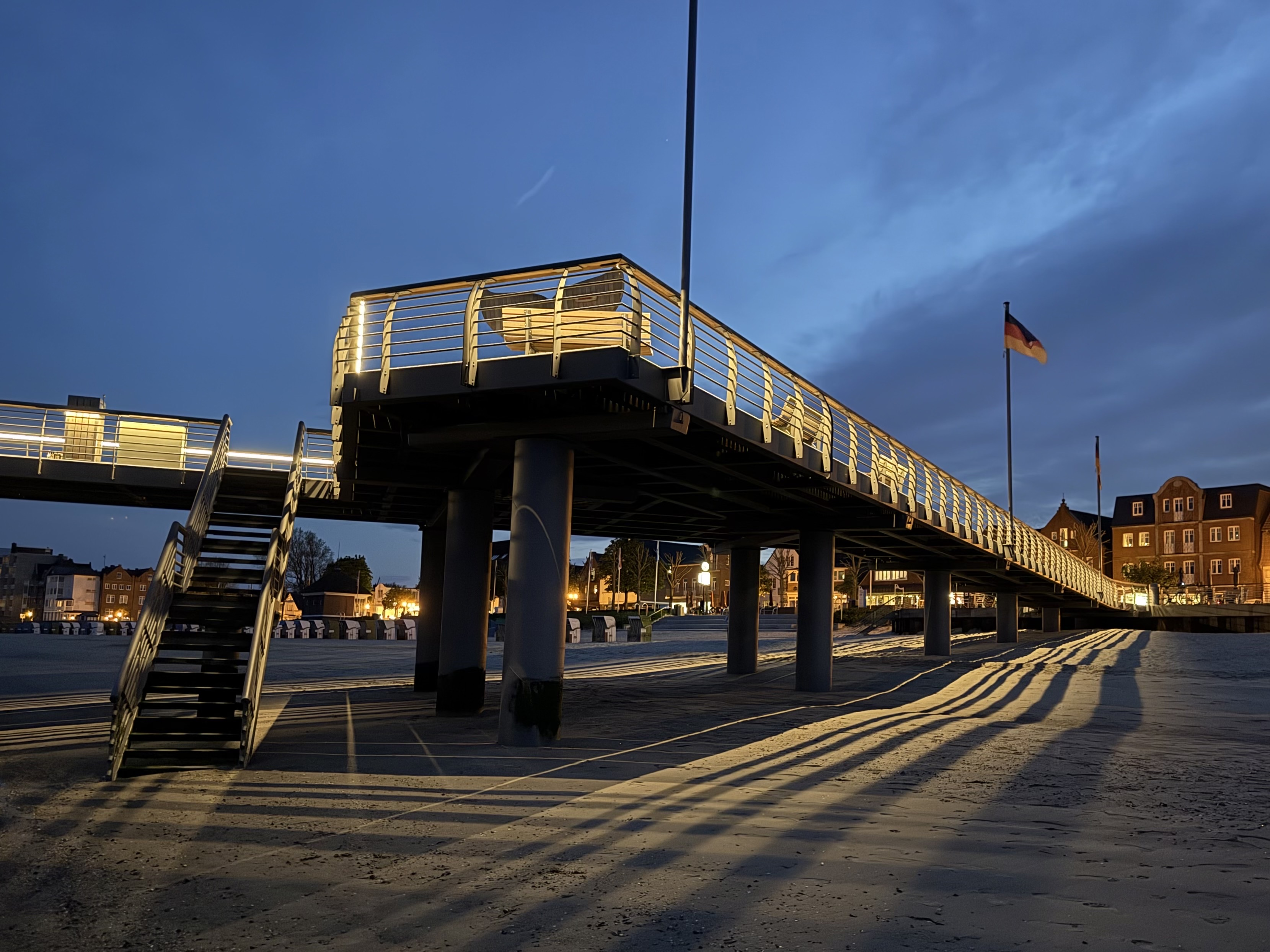
Blick am Abend bei Ebbe von unterhalb der neuen Mittelbrücke Richtung Promenade Sandwall
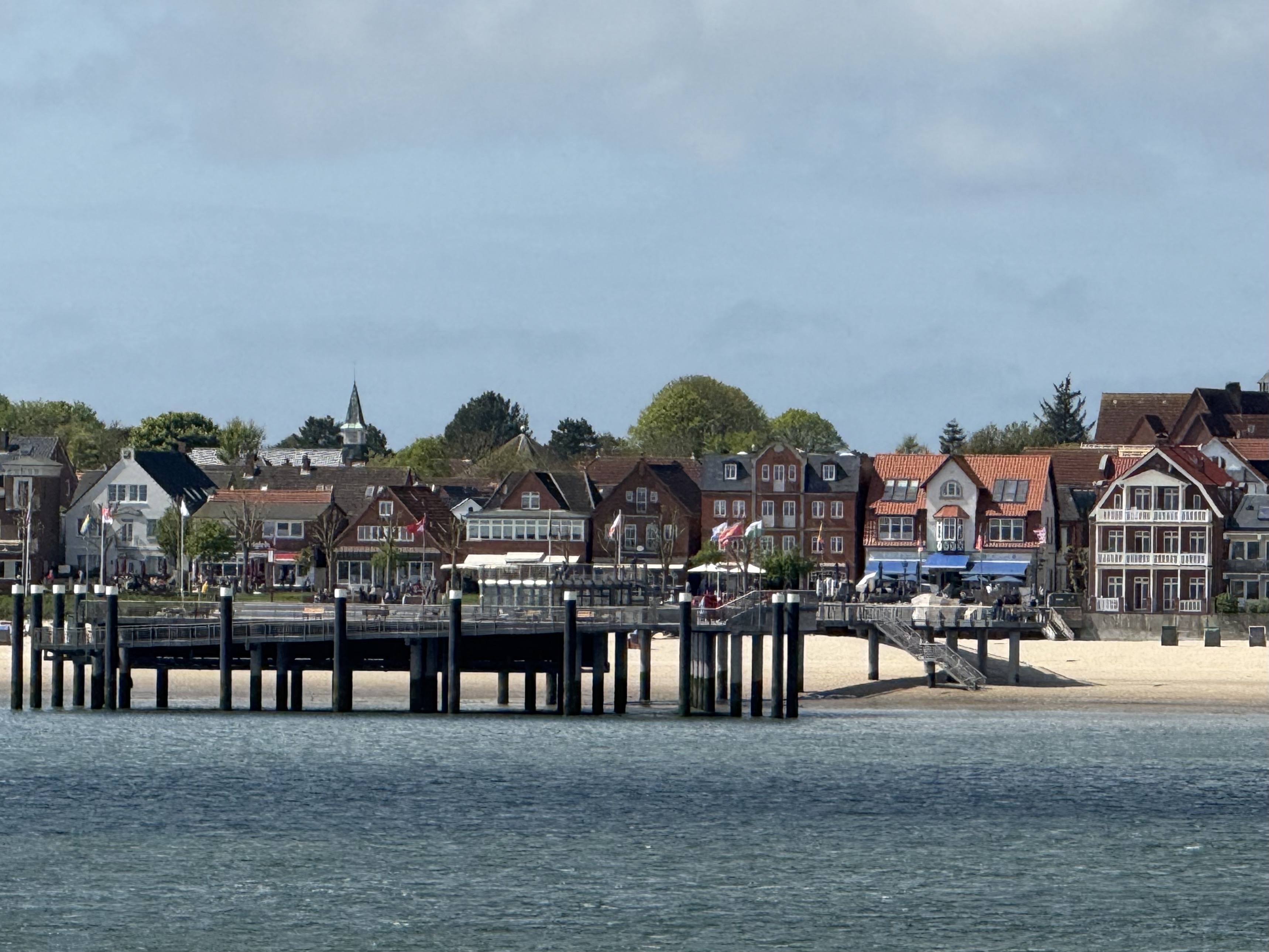
Blick von See auf die neue Mittelbrücke

Am 16. August 2024 wurde die neue Mittelbrücke feierlich eröffnet. Mit diesem "Brückenschlag zwischen Tradition und Moderne" symbolisiert sie die Verbindung zwischen Alt und Neu, steht für den Fortschritt und die Beständigkeit und stellt für viele das neue Wahrzeichen der Insel Föhr dar.
Für die auf zwei Ebenen angelegte und grundsätzlich barrierefreie Brücke wurden in 14 Monaten reiner Bauzeit 750 Tonnen Stahl und 1.500 Quadratmeter Bohlen aus zertifiziertem Hartholz verbaut. Die Stützpfähle wurden mit einem speziellen Vibrationsverfahren ruhig im Boden verankert, wodurch der Lage inmitten des Nationalparks Wattenmeer Rechnung getragen wurde.
Die 150 Meter lange neue Mittelbrücke besitzt einen Tribünenbereich zum Verweilen und bietet durch die in Handläufen und Sitzstufen integrierte warmweiße Beleuchtung auch bei Nacht einen beeindruckenden Anblick. Von der unteren Ebene kann ein Bad in der Nordsee genommen werden. Über eine mit Hilfe einer Elektrospindel heruntergelassene Treppe und eine Seilgurtkonstruktion mit Hublift und Korb ist dies sogar per Rollstuhl ohne zusätzliche Helfende möglich.

## Wirtschaft und Infrastruktur

### Tourismus

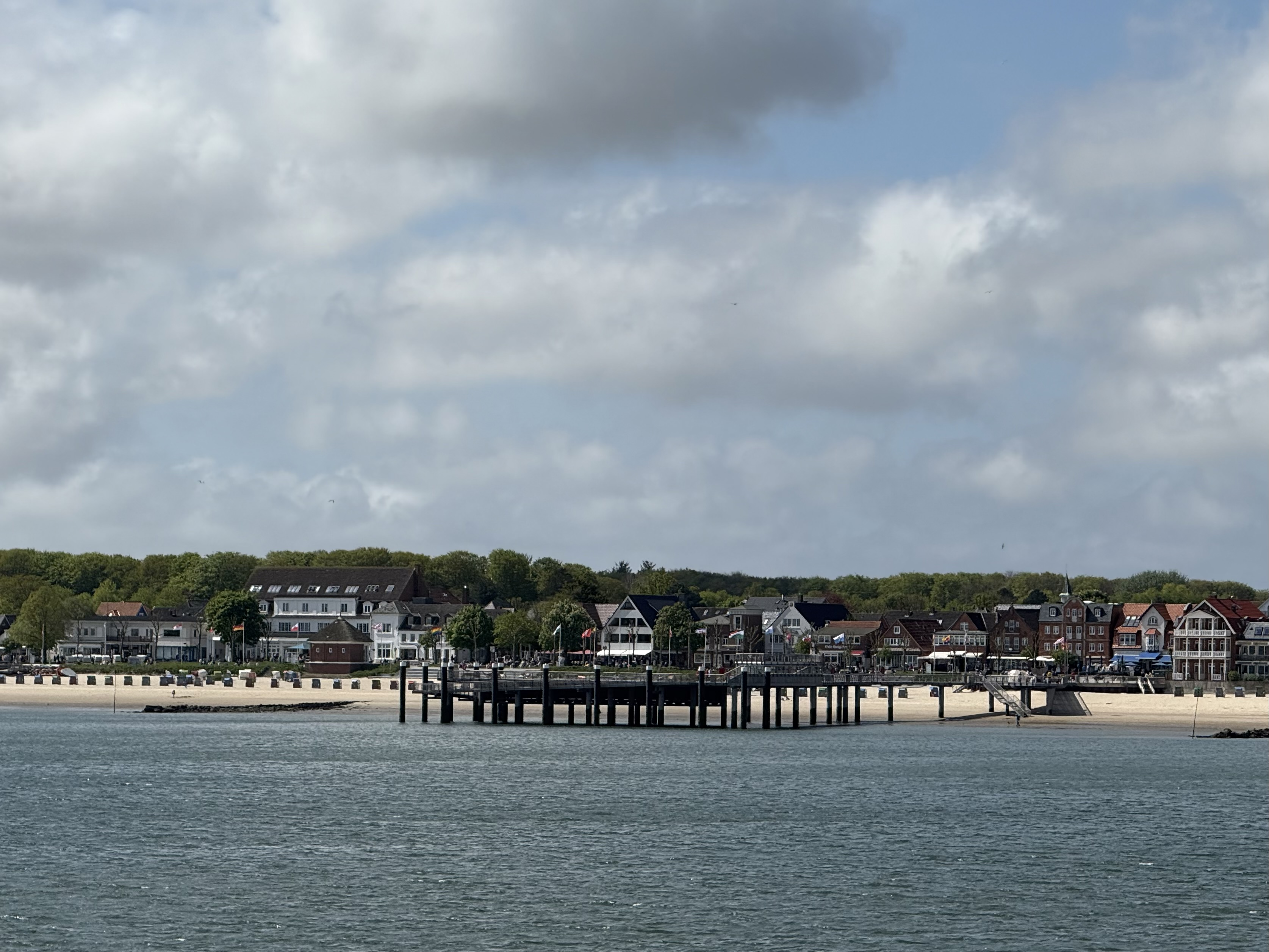
Blick vom Meer auf den "Sandwall", die Seepromenade am Wyker Hauptstrand (davor die neue Mittelbrücke)

Die Promenade Sandwall gewährt nicht nur den Blick auf die Nordsee, sondern auch die schon von Christian VIII. geschätzte Aussicht auf die Halligen. Sie gilt als eine der schönsten deutschen Seepromenaden. Einen Blick auf das Geschehen am Sandwall und den Nordseestrand bei jedem Wetter bietet eine Webcam.
Nicht zuletzt durch die ansässigen Kliniken und Erholungseinrichtungen ist Wyk saisonunabhängig das ganze Jahr hindurch ein stark frequentierter Kurort.
Im Jahr 2002 gehörte Wyk auf Föhr zu den zehn wichtigsten Zentren des Schleswig-Holsteinischen Fremdenverkehrs: 46.368 Gäste, davon 325 (0,70 Prozent) aus dem Ausland, buchten 492.041 Übernachtungen. Die Stadt verfügte über 4733 Gästebetten.
Im Jahr 2023 lag die Zahl der Übernachtungen bei 1.668.943, die durchschnittliche Aufenthaltsdauer bei 8,63 Tagen.

### Verkehr

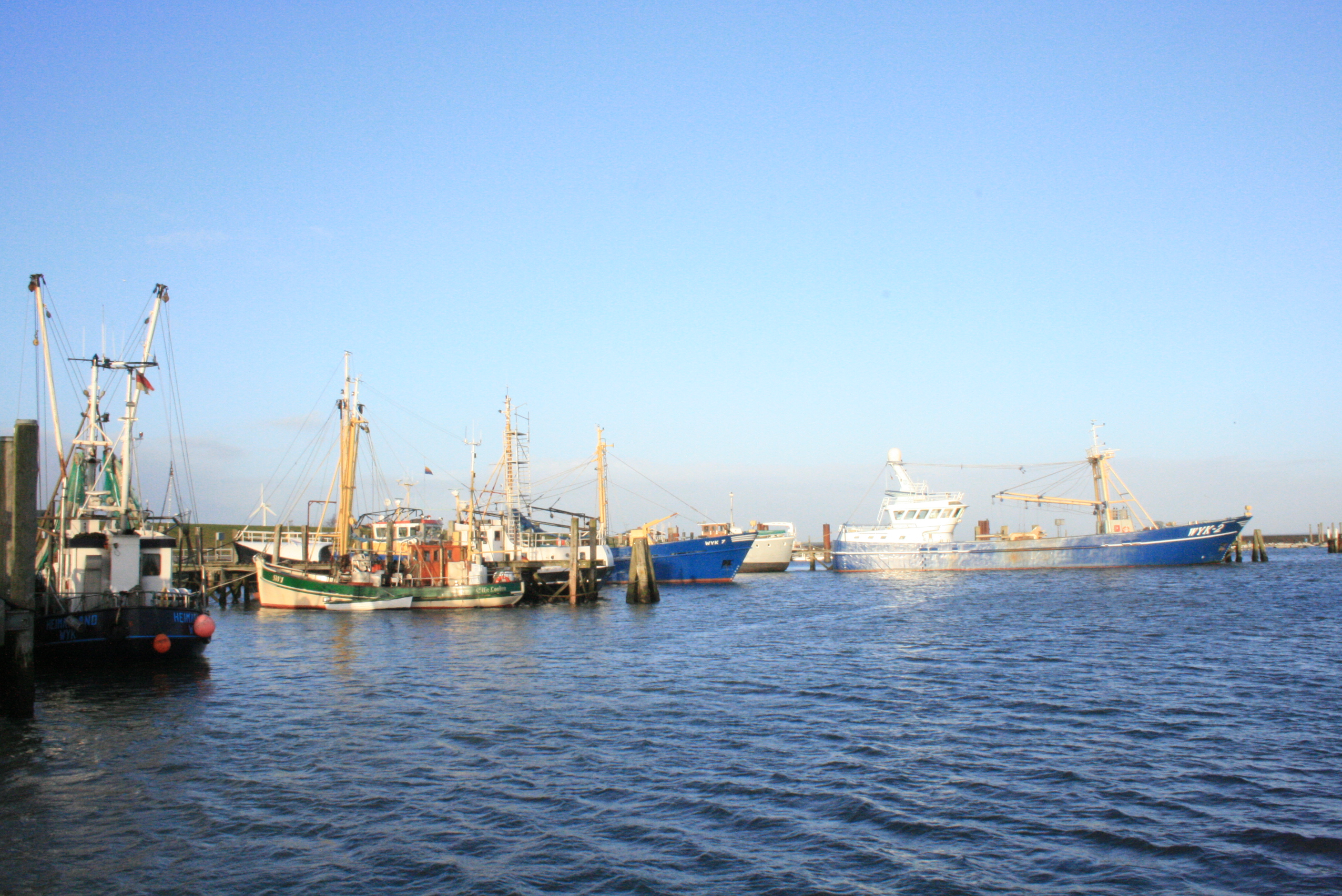
Der Hafen an der Alten Mole

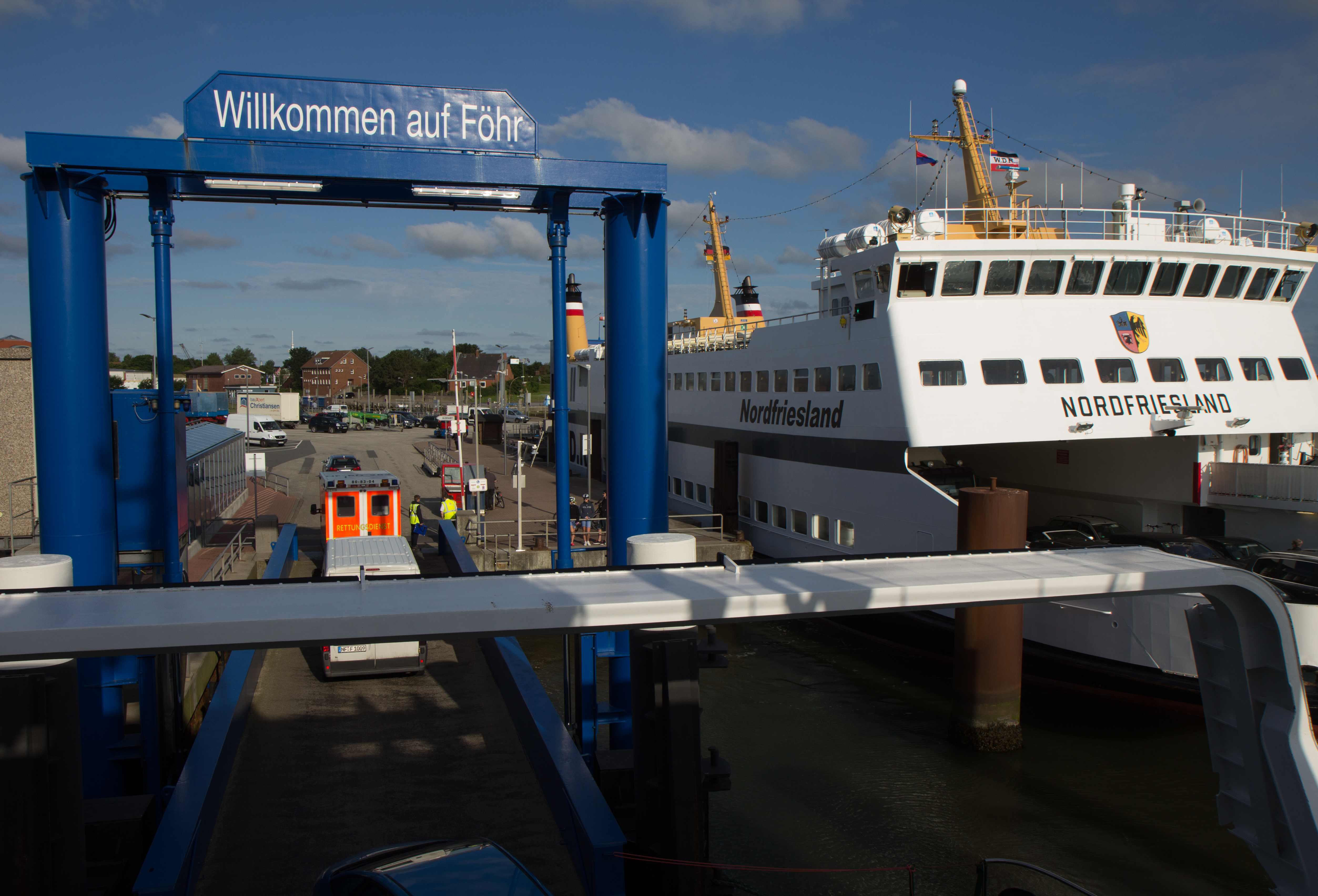
Der Fähranleger in Wyk

In Wyk befindet sich der einzige Hafen der Insel Föhr mit dem Fährhafen sowie dem Binnenhafen (Krabben- und Muschelfischerei sowie Versorgung der Insel) und dem Sportboothafen.
Vom Fährhafen Wyk aus besteht eine mehrmals täglich verkehrende, tidenunabhängige Fährverbindung zum Festlandhafen Dagebüll sowie nach Wittdün auf der Nachbarinsel Amrum. Betrieben werden die kombinierten Auto- und Passagierfähren von der Wyker Dampfschiffs-Reederei (W. D. R.) mit Sitz in Wyk auf Föhr.
Daneben werden Ausflugsfahrten in die nordfriesische Insel- und Halligwelt (u. a. Halligen Langeneß und Hooge) sowie zu weiteren Zielen in Nordfriesland angeboten.
Wyk ist über den im Stadtgebiet befindlichen Flugplatz Wyk auf Föhr auch per Flugzeug zu erreichen.
Von Wyk aus existieren (ebenfalls von der W.D.R. betriebene) Busverbindungen in alle Gemeinden der Insel Föhr.

### Bildung

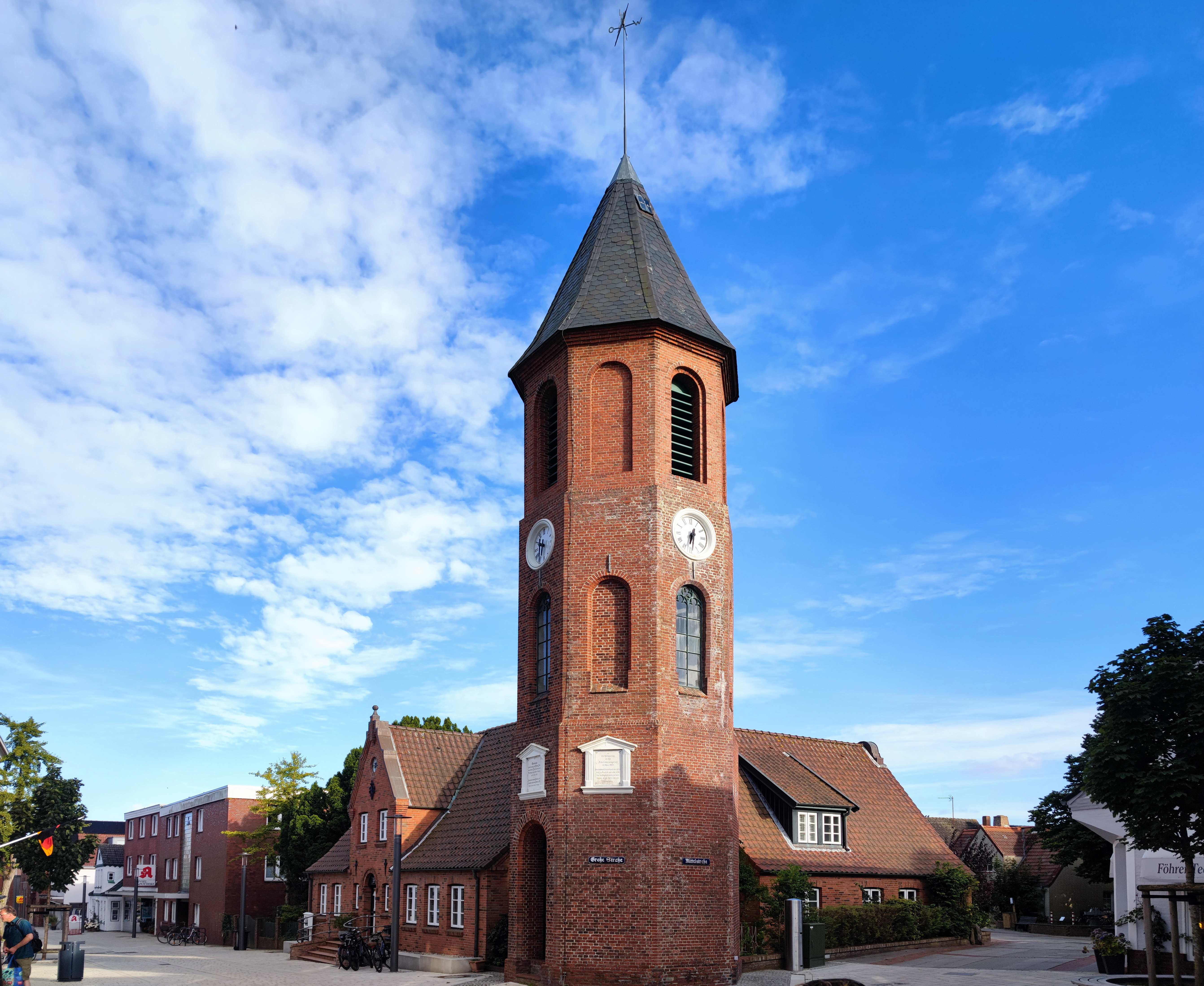
Der Glockenturm an der Ecke Große Straße/Mittelstraße

#### Kindergärten
- evangelischer Kindergarten St. Nicolai und Naturkindergarten
- Kindergarten der AWO
- Kindergarten „Die Inselkinder“
- Vyk Børnehave, dänischer Kindergarten

#### Schulen
- Rüm-Hart-Schule, Grundschule mit Förderzentrum
- Eilun Feer Skuul, Gymnasium und Regionalschule
- Vyk Danske Skole, Dänische Grund- und Gemeinschaftsschule (bis zur 8. Klassenstufe)

#### Sonstige Bildungseinrichtungen
- Musikschule Föhr (Bezirksstelle der Kreismusikschule Nordfriesland)
- Volkshochschule Föhr[20]
- Stadtbücherei Wyk auf Föhr[21]

### Gesundheitswesen
Wyk ist Standort eines kleinen Krankenhauses (Insel-Klinik Föhr-Amrum des Klinikums Nordfriesland).
In Wyk befindet sich zudem die alleinige Rettungswache der Insel. Sie ist besetzt mit zwei Rettungswagen, einem im 24-Stunden-Dienst und einem im Tagesdienst, sowie einem Notarzteinsatzfahrzeug im 24-Stunden-Dienst.
Darüber hinaus befinden sich in der Stadt Wyk einige Rehabilitationskliniken, eine Kurklinik für Mutter und Kind sowie Erholungsheime verschiedener öffentlicher und privater Träger.

### Altenpflege
In der Stadt Wyk gibt es eine Altenpflegeeinrichtung (Johanneshaus Wyk auf Föhr) der NDS-Norddeutsche Diakoniedienste für Senioren gGmbH.

### Medien
Wyk auf Föhr ist Sitz der Redaktion der Tageszeitung Der Insel-Bote, die zum Schleswig-Holsteinischen Zeitungsverlag gehört.

## Persönlichkeiten

### Ehrenbürger
- 1864: Ernst Karl Ferdinand von Prittwitz und Gaffron (1833–1904), preußischer Generalleutnant und Rechtsritter des Johanniterordens
- 1864: Eduard Schöningh (1823–1900), österreichischer Hauptmann und Bürgermeister der Stadt Meppen/Ems
- 1918: Friedrich Christiansen (1879–1972)
- Carl Christiansen (1884–1969), Polizeipräsident (NSDAP) und Fregattenkapitän

### Söhne und Töchter der Stadt
- Stine Andresen (1849–1927), geboren in Boldixum, Dichterin
- Rørd Regnar Johannes Hammer (1855–1930), dänischer Seeoffizier und Autor
- Julius Stockfleth (1857–1935), Zeichner und Maler
- Friedrich Christiansen (1879–1972), Jagdflieger, General und verurteilter Kriegsverbrecher
- Alkmar von Kügelgen (1911–1975), Anatom in Kiel
- Knud Broder Knudsen (1912–2000), Politiker
- Jörg Pfleiderer (1931–2021), Astrophysiker
- Hans von Storch (* 1949), Klimaforscher und Meteorologe
- Arfst Wagner (* 1954), Waldorflehrer und Redakteur, Bundestagsabgeordneter (Bündnis 90/Die Grünen)
- Marret Bohn (* 1964), Politikerin (Bündnis 90/Die Grünen) und Landtagsabgeordnete
- Olaf Schmidt (* 1971), deutscher Schriftsteller und Journalist
- Nis-Momme Stockmann (* 1981), deutscher Autor und Theaterregisseur
- Adrian Kleinlosen (* 1987), Jazzposaunist, Musikwissenschaftler und Komponist
- Stina Barnert (* 1989), deutsche Basketballnationalspielerin
- Levke Brodersen (* 1994), deutsche Basketballnationalspielerin

### Personen, die in Wyk wirken oder gewirkt haben
- Hinrich Braren (1751–1826), Kapitän und Navigationslehrer, von 1792 bis 1799 außerdem Kaufmann und Hafenmeister
- Otto Christian Hammer (1822–1892), dänischer Seeoffizier und Befehlshaber im Deutsch-Dänischen Krieg
- Johann Strauss (1825–1899), verarbeitete seine Eindrücke von der Nordsee und den benachbarten Halligen auf seiner Hochzeitsreise 1878 mit seiner zweiten Frau Angelika, genannt „Lili“ (1850–1919), in seinem Walzer Nordseebilder (op. 390).[23] Das Paar wohnte damals im Conversationshaus am Sandwall, wo sich heute der Kurgartensaal und das Veranstaltungszentrum mit einer Zweigstelle der Tourist-Information befinden.[24]
- Caroline Hammer (1832–1915), erste Fotografin auf Föhr
- Sidonie Werner (1860–1932), Sozialpolitikerin, gründete das Heim für tuberkulosegefährdete jüdische Kinder (1927–1938) in Wyk auf Föhr
- Carl Gmelin (1863–1941), Sanitätsrat, gründete 1898 das Nordsee-Sanatorium in Wyk
- Carl Haeberlin (1870–1954), Gründer des Friesen-Museums und Friesenforscher
- Hellmuth von Mücke (1881–1957), Offizier der Kaiserlichen Marine, lebte 1929–1940 in Wyk
- Carl Martin Brockhöft (1884–1965), Segelschiff-Kapitän der F. Laeisz Reederei, lebte 1933–1965 in Wyk[25]
- Clara Blumenfeld (1889–1978), Malerin und Illustratorin, lebte von 1960 bis zu ihrem Tod in Wyk
- Heidrun Hesse (1951–2007), Professorin für Philosophie, starb hier
- Dietmar Kuegler (1951–2022), Verleger und Schriftsteller, gründete 1983 in Wyk den „Verlag für Amerikanistik“
- Ludger Bült (1957–2021), Bibliotheksleiter und Autor
- Klaus Sander (* 1968), Regisseur, Produzent, Autor, Herausgeber und Verleger, lebt in Wyk

## Bildergalerie

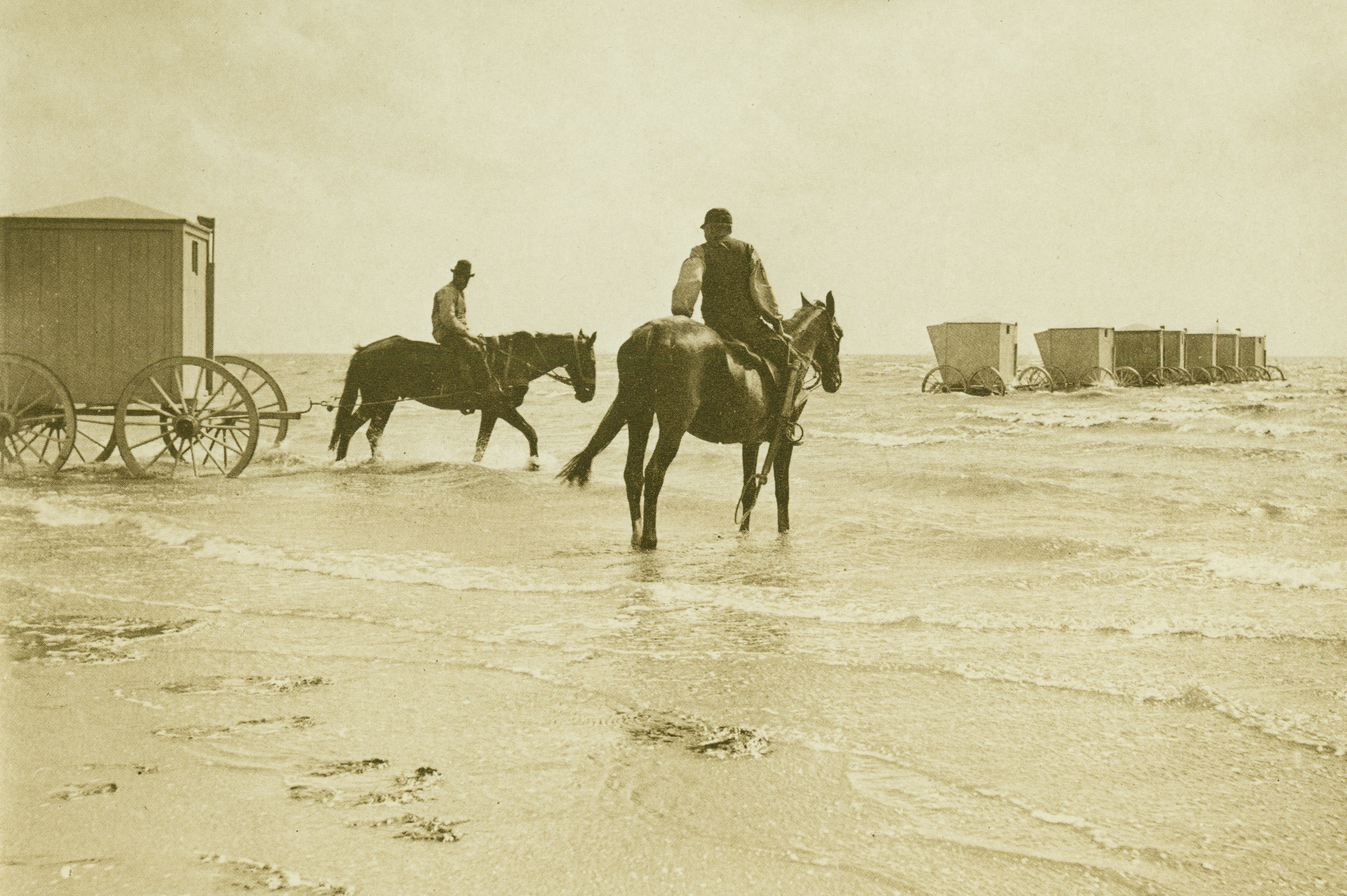
Badekarren in Wyk um 1895
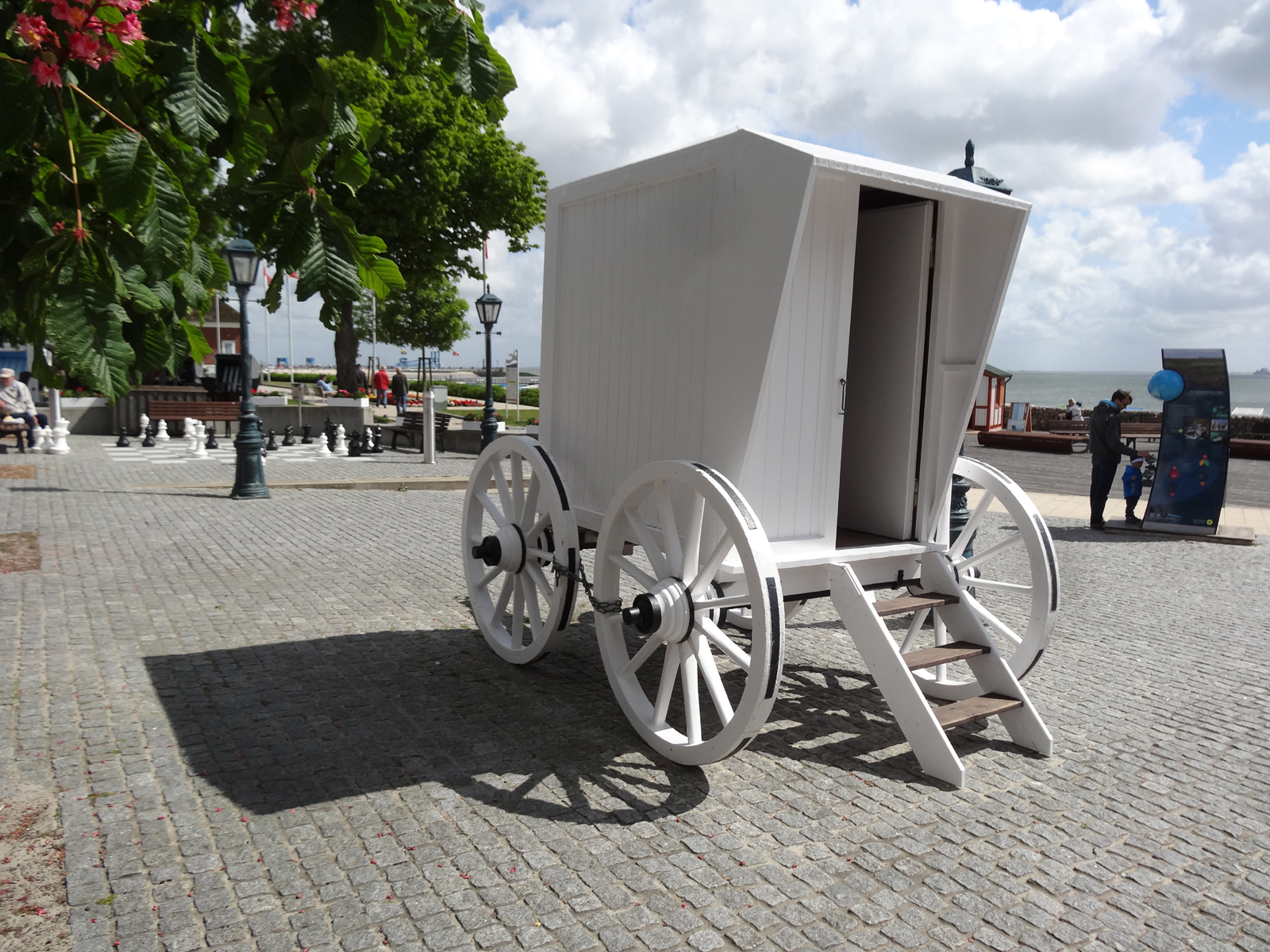
Moderner Föhrer Badekarren auf der Seepromenade
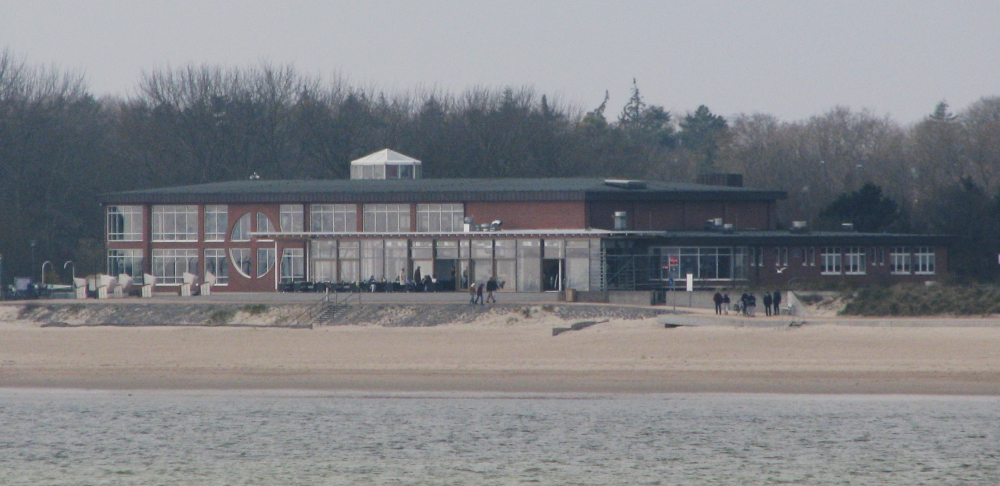
Das Aquaföhr an der Wyker Strandpromenade
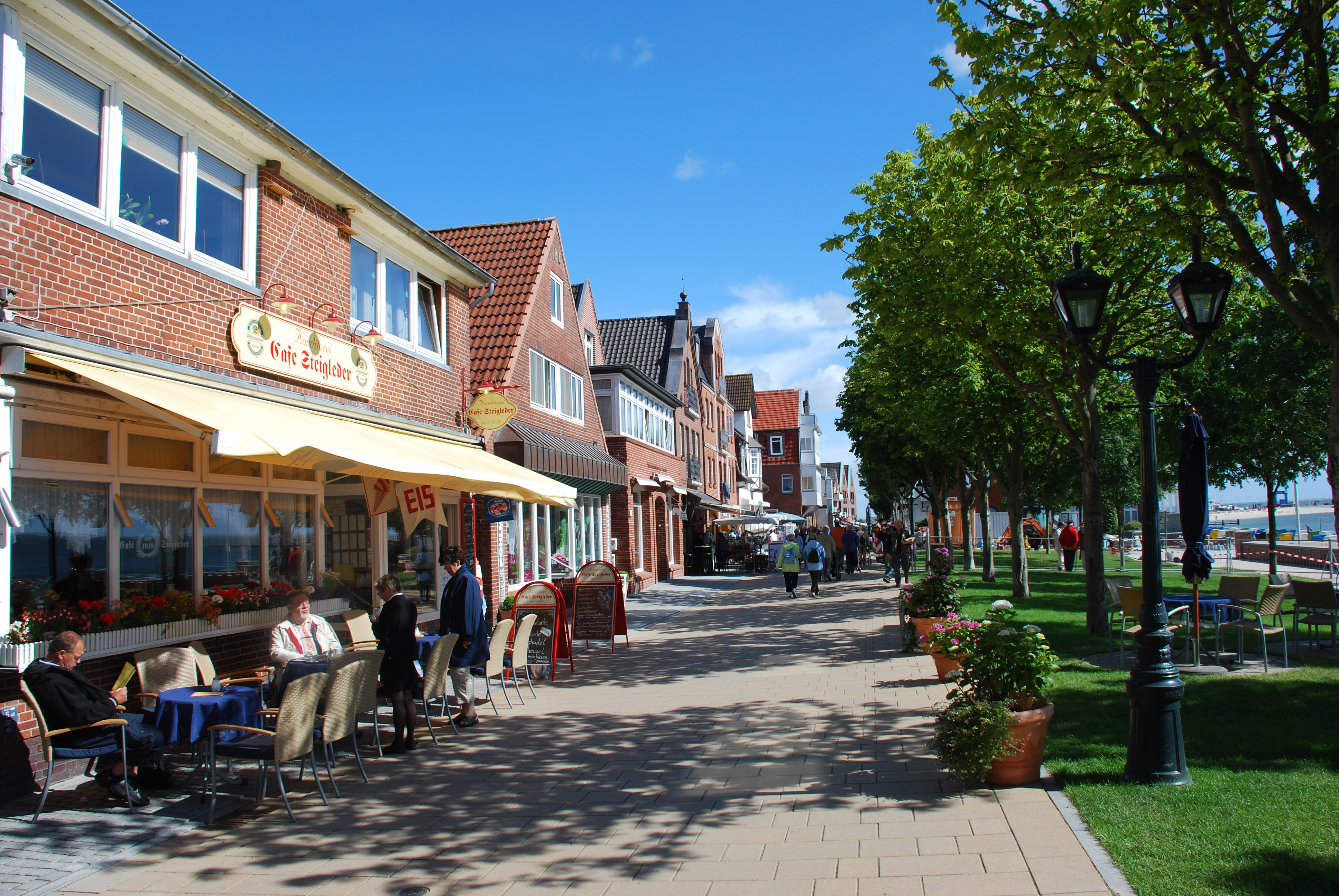
Der Sandwall in Wyk
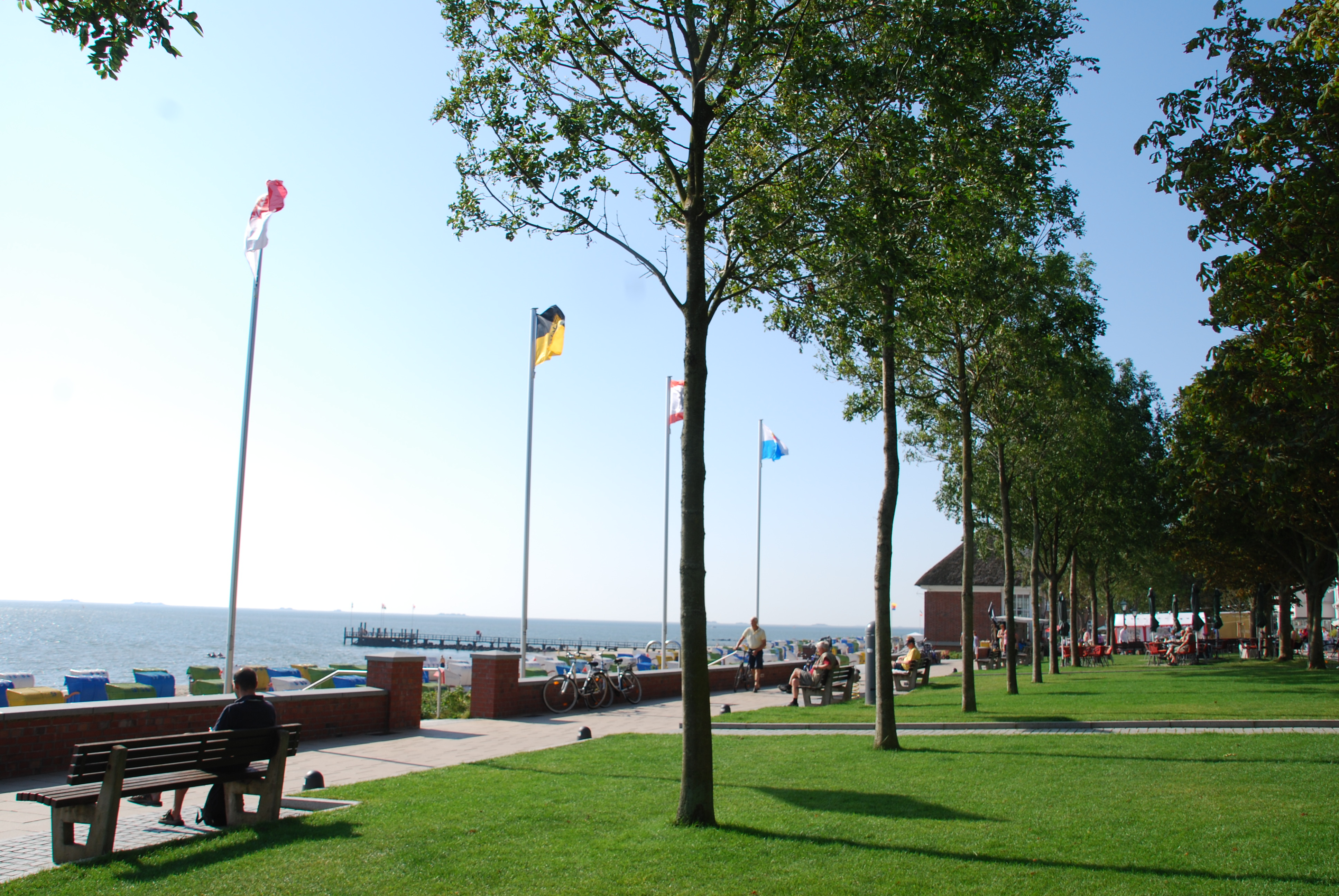
Der Sandwall, Seeseite
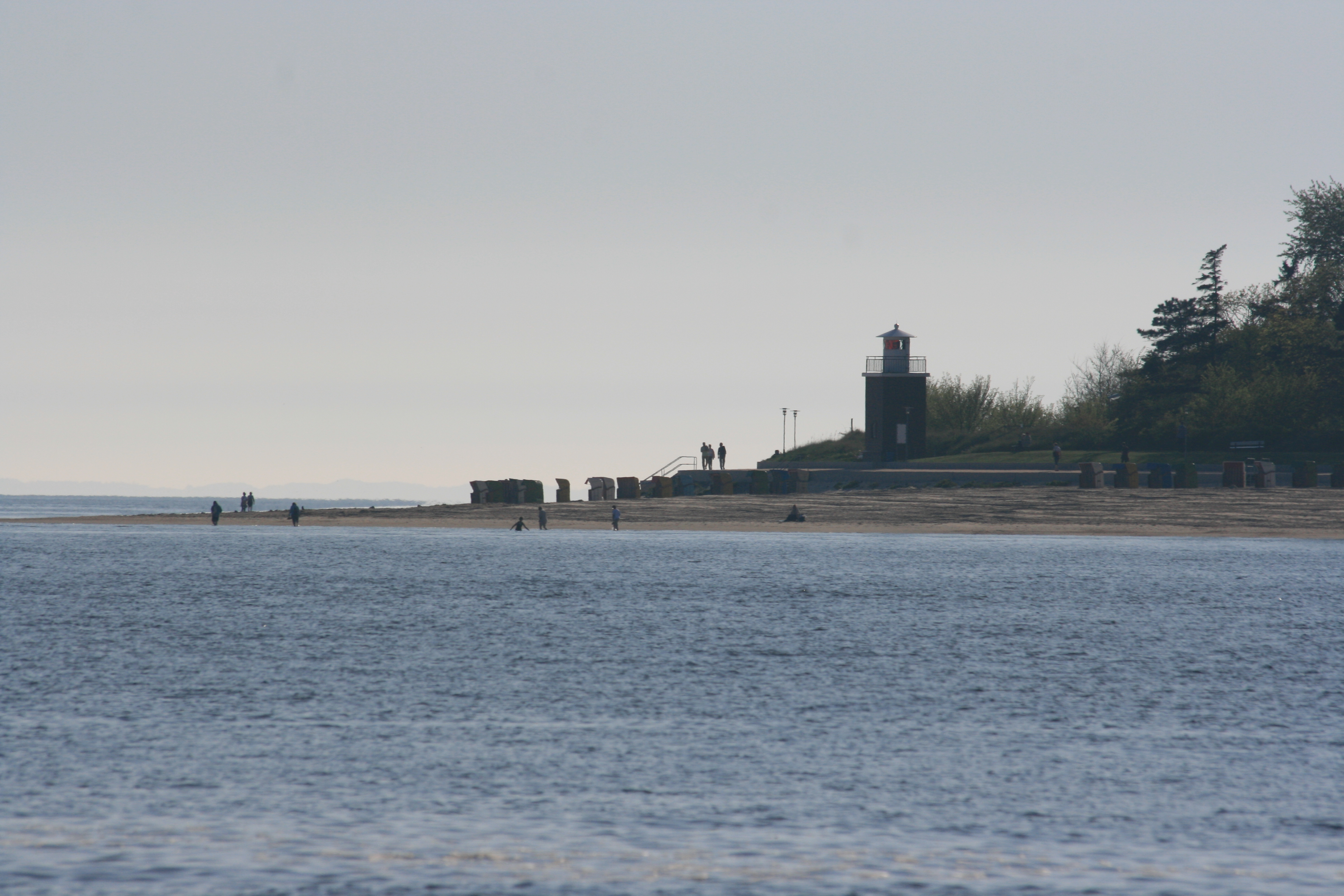
Der Leuchtturm Olhörn im äußersten Südosten von Föhr
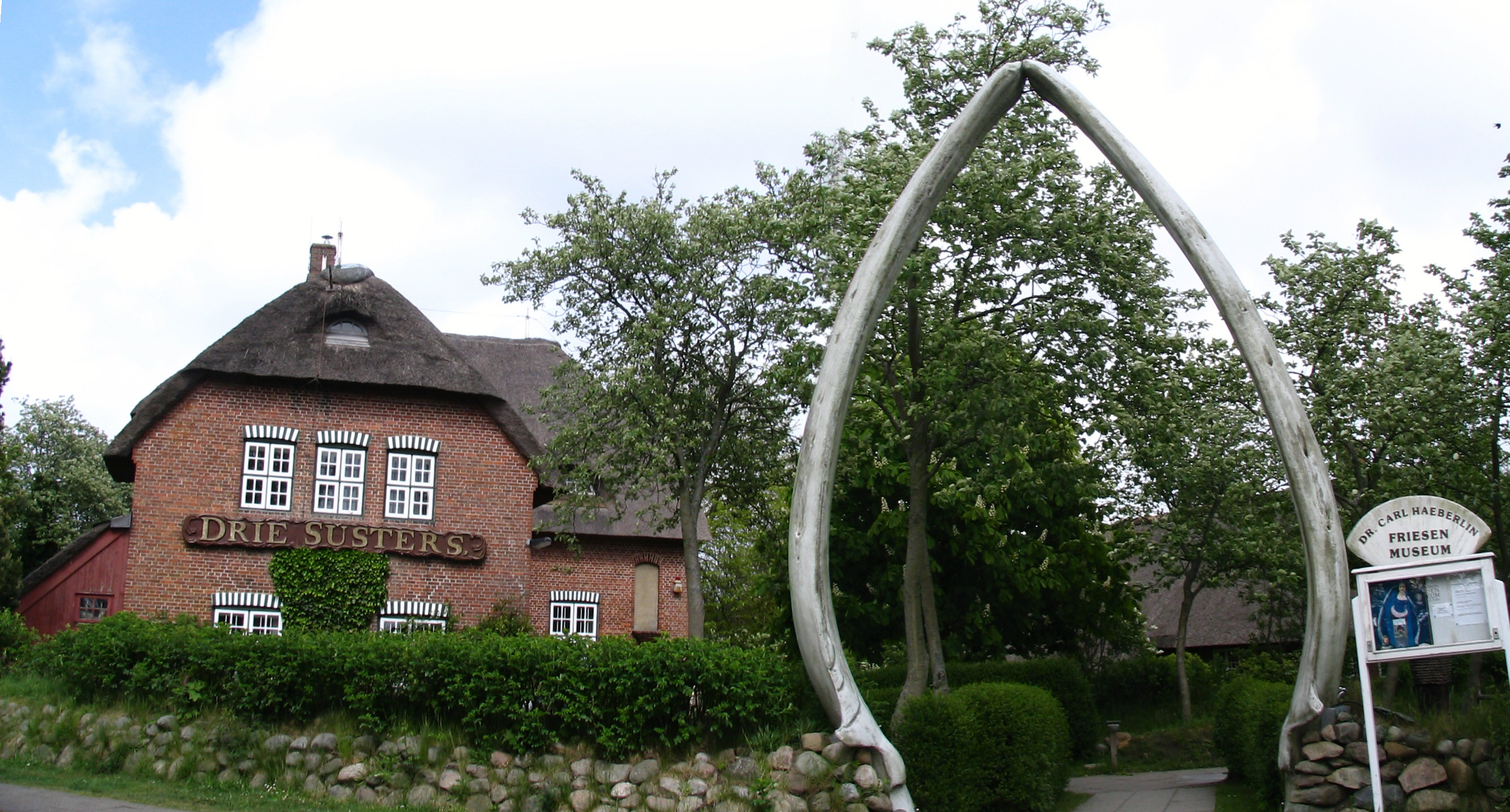
Das Haeberlin-Friesenmuseum in Wyk
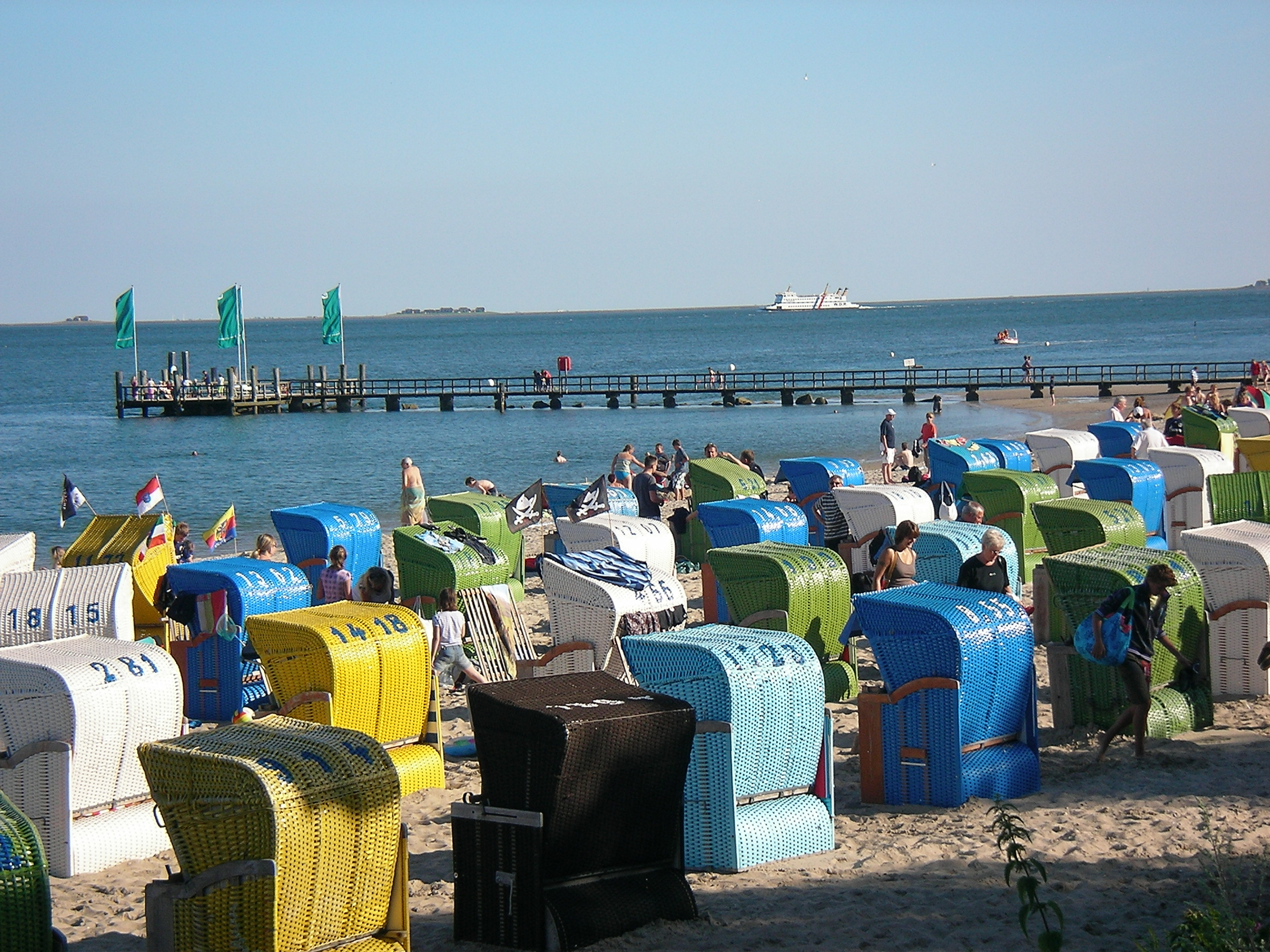
Wyker Oststrand, im Hintergrund Hallig Langeneß